# Zbigniew Ciota
Zbigniew Ciota (ur. 19 października 1956 w Baranowie (województwo lubelskie), zm. 8 lutego 2023 we Wrocławiu) – polski bokser, mistrz Polski.
Startował w wadze papierowej (do 48 kg). Odpadł w eliminacjach mistrzostwach świata w 1982 w Monachium, przegrywając drugą walkę.
Był mistrzem Polski w 1982, wicemistrzem w 1979, 1980 i 1981 (za każdym razem przegrywał w finale z Henrykiem Pielesiakiem) oraz brązowym medalistą w 1977.
W latach 1981–1983 pięciokrotnie wystąpił w meczach reprezentacji Polski, trzy walki wygrywając i dwie przegrywając.
W 1980 zwyciężył w turnieju „Laur Wrocławia”.